# Canal Telecable
Canal Telecable es un canal de televisión promocional español, que emite en Telecable.
Este canal informa sobre la programación más destacada del mes y de las novedades de la plataforma, así como también de las promociones más destacadas.
Durante un breve periodo de tiempo este canal emitió partidos de fútbol de Segunda División y Segunda División B de los equipos asturianos que jugaban en dichas competiciones, pasando posteriormente estos contenidos a los canales Más Que Tele y Fútbol Asturiano.